# Saison 2010-2011 des Thrashers d'Atlanta
Autres saisons
Saison précédente Saison suivante
La saison 2010-2011 constitue la onzième et dernière saison pour les Thrashers d'Atlanta dans la Ligue nationale de hockey. L'équipe temina cette saison avec une fiche de 34 victoires, 36 défaites et 12 défaites en prolongation ou tir de barrage pour un total de 80 points. Ils furent exclus des séries éliminatoires pour une quatrième saisons consécutives.
Au terme de cette saison, l'équipe fut vendu puis relocalisé à Winnipeg, dans la province du Manitoba au Canada, en vue de la saison suivante.

## La saison régulière

### Contexte
Après une troisième exclusion des séries éilminatoires, l'organisation décide au cours de l'été 2010 d'effectuer d'importants changements au sein de la direction de l'équipe. Ainsi, le 14 avril 2010 Don Waddell, qui fut le directeur général depuis les tout début de la franchise en 1999 et promu président de l'équipe. Son assistant depuis une saison, Rick Dudley, prendra de son côté le titre laissé vacant.
Le nouveau DG Dudley effectue par la suite sa première transaction, soit une transaction impliquant un total de neuf joueurs ou choix de repêchage alors qu'il envoi les joueurs Marty Reasoner, Joey Crabb, Jeremy Morin et les choix de première et deuxième ronde de l'équipe au repêchage de 2010 aux champion en titre de la Coupe Stanley, les Blackhawks de Chicago en retour, les Thrashers accueillîrent les joueurs Dustin Byfuglien, Ben Eager, Brent Sopel et Akim Aliu.
Dudley poursuit le ménage le 24 juin avec un deuxième changement d'importance, soit celui de remplacer le personnel d'entraîneur en son ensemble. Ainsi John Anderson, entraîneur-chef de l'équipe depuis un an est remplacé à ce poste par Craig Ramsay, anciennement assistant-entraîneur chez les Bruins de Boston puis, au cours de la semaine qui suivît, les Thrashers annoncèrent l'embauche de John Torchetti et Mike Stothers au poste postes d'assistants à Ramsay. L'équipe vît également l'arrivée d'un nouveau consultant pour les gardiens de buts, soit Clint Malarchuk.

## Les transferts

### Arrivées et prolongations
- Le 19 avril 2010, l'équipe signe les gardiens Christopher Carrozzi et Edward Pasquale pour trois saisons chacun.
- Le 30 avril 2010, c'est au tour des espoirs Carl Klingberg et Danick Paquette de s'entendre, également pour trois saisons avec la formation.
- Le 1er juin 2010, Jeremy Morin et Eric O'Dell paraphes tous deux des contrats de trois saisons avec les Thrashers.
- Une semaine plus tard, soit le 8 juin 2010, l'organisation s'entend pour deux saisons à raison de deux millions de dollars par année avec le joueur de centre Jim Slater.
- Le 15 juin 2010, le joueur autonome Fredrik Pettersson du Frölunda HC de la Elitserien accepte un contrat de deux saisons avec Atlanta.
- Le 24 juin 2010, acquisition des défenseurs Dustin Byfuglien et Brent Sopel ainsi que des attaquants Ben Eager et Akim Aliu en provenance des Blackhawks de Chicago en retour de Marty Reasoner, Joey Crabb, Jeremy Morin et des choix de première et deuxième ronde des Thrashers au repêchage de 2010.
- Le 30 juin 2010, le défenseur Noah Welch voit son contrat être prolongé pour une saison à raison de 525 000$.
- Le 1er juillet 2010, signature de l'agent libre sans compensation Chris Mason.
- Le 1er juillet 2010, acquisition de l'attaquant Andrew Ladd dans le cadre d'une deuxième transaction avec les Blackhawks. En retour les Thrashers cédèrent le défenseur Ivan Vichnevski et leur choix de deuxième ronde au repêchage de 2011.
- Le 2 juillet 2010, signature de l'agent libre Mike Siklenka.
- Le 7 juillet 2010, signature de l'attaquant Jared Ross et du défenseur Jaime Sifers.
- Le 8 juillet 2010, Ondřej Pavelec accepte une prolongation de contrat de deux saisons qui lui rapportera 2 300 000$ par saison.
- Le 28 juillet 2010, les Thrashers en arrive à une entente d'une saison avec leur nouvelle acquisition Ben Eager. Ce contrat lui rapportera 965 000$ pour la saison 2010-11.
- Le lendemain, soit le 29 juillet 2010, c'est au tour d'Andrew Ladd de conclure une entente, également pour une saison, avec l'équipe. Ce contrat fut établi à 2 350 000$.
- Le même jour, Peter Mannino, gardien de l'organisation, accepte une prolongation de contrat pour deux saisons.
- Le 1er août 2010, acquisition des attaquants Donald Brashear et Patrick Rissmiller en provenance des Rangers de New York en retour dr Todd White.
- Le 19 août 2010, signature de l'agent libre Freddy Meyer.
- Le 23 août 2010, prolongation de contrat de trois saisons à l'attaquant Bryan Little.
- Le 24 août 2010, signature du défenseur Andreï Zoubarev pour deux saisons.
- Le 1er septembre 2010, acquisition de l'attaquant Ian Mckenzie des Predators de Nashville en retour du défenseur Grant Lewis.
- Le 6 septembre 2010, signature de l'agent libre sans compensation Fredrik Modin.
- Le 13 septembre 2010, prolongation de contrat au joueur de centre Nicklas Bergfors.
- Le 13 septembre 2010, signature de l'agent libre Nigel Dawes.
- Le 18 février 2011, acquisition de Blake Wheeler et Mark Stuart en provenance des Bruins de Boston en retour de Rich Peverley et Boris Valábik.
- Le 24 février 2011, acquisition de l'attaquant Ben Maxwell et d'un choix de quatrième ronde au repêchage de 2011 en provenance des Canadiens de Montréal en retour de Nigel Dawes et Brent Sopel.
- Le 28 février 2011, acquisition de Radek Dvorak et d'un choix de cinquième ronde au repêchage de 2011 en provenance des Panthers de la Floride en retour, les Thrashers cédèrent les attaquants Nicklas Bergfors et Patrick Rissmiller.
- Le 28 février 2011, les Thrashers procedèrent à une seconde transaction, obtenant cette fois le défenseur Brett Festerling des Canadiens de Montréal en retour du gardiens Drew MacIntyre.
- Le 28 février 2011, les Thrashers procèdent à leur dernière acquisition officiel en réclamant l'attaquant Rob Schremp au ballotage. Schremp s'alignait alors avec les Islanders de New York.

### Joueurs repêchés
Les Thrashers repêchent en 8e position lors de l'encan 2010 qui se déroule à Los Angeles. L'équipe recrute avec leur premier choix le jeune centre Aleksandr Bourmistrov qui évoluait alors avec les Colts de Barrie de la Ligue de hockey de l'Ontario.
Voici la liste des joueurs que les Thrashers purent recruter lors de cette séance :
| Ronde | Choix | Nom                                    | Poste                                  | Nationalité                            | Équipe junior                               |
| ----- | ----- | -------------------------------------- | -------------------------------------- | -------------------------------------- | ------------------------------------------- |
| 1     | 8     | Aleksandr Bourmistrov                  | Centre                                 | Russie                                 | Colts de Barrie (LHO)                       |
| 2     | 38    | Choix échangé aux Devils du New Jersey | Choix échangé aux Devils du New Jersey | Choix échangé aux Devils du New Jersey | Choix échangé aux Devils du New Jersey      |
| 3     | 68    | Choix échangé aux Sabres de Buffalo    | Choix échangé aux Sabres de Buffalo    | Choix échangé aux Sabres de Buffalo    | Choix échangé aux Sabres de Buffalo         |
| 3     | 87    | Julian Melchiori1                      | Défenseur                              | Canada                                 | Hurricanes de Newmarket (LCCH)              |
| 4     | 98    | Choix échangé aux Sabres de Buffalo    | Choix échangé aux Sabres de Buffalo    | Choix échangé aux Sabres de Buffalo    | Choix échangé aux Sabres de Buffalo         |
| 4     | 101   | Ivan Teleguine2                        | Ailier gauche                          | Russie                                 | Spirit de Saginaw (LHO)                     |
| 5     | 128   | Fredrik Pettersson-Wentzel             | Gardien de but                         | Suède                                  | Almtuna IS (Allsvenskan)                    |
| 5     | 150   | Yasin Cissé3                           | Ailier droit                           | Canada                                 | Buccaneers de Des Moines (USHL)             |
| 6     | 155   | Kendall McFaull4                       | Défenseur                              | Canada                                 | Warriors de Moose Jaw (LHOu)                |
| 6     | 158   | Choix échangé aux Kings de Los Angeles | Choix échangé aux Kings de Los Angeles | Choix échangé aux Kings de Los Angeles | Choix échangé aux Kings de Los Angeles      |
| 6     | 160   | Tanner Lane5                           | Centre                                 | États-Unis                             | École secondaire de Detroit Lake (Minn. HS) |
| 6     | 169   | Sebastian Owuya6                       | Défenseur                              | Suède                                  | Timrå IK (Suède junior)                     |
| 7     | 188   | Choix échangé aux Sharks de San José   | Choix échangé aux Sharks de San José   | Choix échangé aux Sharks de San José   | Choix échangé aux Sharks de San José        |
| 7     | 199   | Peter Stoykewych6                      | Défenseur                              | Canada                                 | South Blues de Winnipeg (LHJM)              |

1. Choix obtenu des Canadiens de Montréal.

2. Choix obtenu des Stars de Dallas.

3. Choix obtenu des Blackhawks de Chicago.

4. Choix obtenu des Islanders de New York.

5. Choix obtenu des Rangers de New York.

6. Choix obtenu des Kings de Los Angeles.

### Départs
Quelques joueurs quittèrent les Thrashers au cours de l'été, ceux-ci sont classés ici par ordre alphabétique :
- Maksim Afinoguenov décida avant le début de la saison de poursuivre sa carrière dans la Ligue continentale de hockey, acceptant un contrat de cinq saisons avec le SKA Saint-Pétersbourg.
- Colby Armstrong signa à titre d'agnet libre le 1er juillet 2010 avec les Maple Leafs de Toronto.
- Nicklas Bergfors est échangé le 28 février 2011 aux Panthers de la Floride.
- Donald Brashear, acquis durant l'été en provenance des Rangers de New York, annonce son retrait de la compétition.
- Nigel Dawes est échangé aux Canadiens de Montréal le 24 février 2011.
- Ben Eager, acquis durant l'été, est échangé le 18 janvier 2011, aux Sharks de San José en retour d'un choix de inquième ronde au repêchage de 2011.
- Johan Hedberg signa à titre d'agnet libre le 1er juillet 2010 avec les Devils du New Jersey.
- Pavel Kubina signa à titre d'agnet libre le 2 juillet 2010 avec le Lightning de Tampa Bay.
- Grant Lewis quitte dans une transaction pour Nashville.
- Clarke MacArthur signa à titre d'agent libre avec le EV Zoug de la LNA le 28 août 2010.
- Drew MacIntyre est échangé aux Canadiens de Montréal le 28 février 2011.
- Fredrik Modin est échangé aux Flames de Calgary le 28 février 2011 en retour d'un choix de septième ronde au repêchage de 2011.
- Rich Peverley quitte pour les Bruins de Boston dans une transaction survenu le 18 février 2011.
- Patrick Rissmiller est échangé le 28 février 2011 aux Panthers de la Floride.
- Brent Sopel, acquis durant l'été est échangé aux Canadiens de Montréal le 24 février 2011.
- Brett Sterling quitta en compagnie de Mike Vernace pour les Sharks de San José dans le cadre d'une transaction. En retour, les Thrashers obtînrent des compensations future.
- Boris Valábik quitte pour les Bruins de Boston dans une transaction survenu le 18 février 2011.
- Ivan Vichnevski quitta pour les Blackhawks de Chicago dans une transaction survenu le 1er juillet 2010.
- Todd White quitte dans une transaction vers les Rangers de New York.

## L'équipe
Cette section présente les statistiques des joueurs ayant pris part aux rencontres des Thrashers au cours de la saison 2010-11. En ce qui concerne les buts marqués, les totaux inscrits dans cette section ne comprennent pas les buts des séances de tir de fusillade.C ou A au côté du nom du joueur signifie qu'il est le capitaine ou un assistant au capitaine.

### Gardiens de buts
| #  | Joueur     | PJ | V  | D  | DP | Min   | BC  | BL | Moy    | MBC  |
| -- | ---------- | -- | -- | -- | -- | ----- | --- | -- | ------ | ---- |
| 31 | O. Pavelec | 58 | 21 | 23 | 9  | 3 225 | 147 | 4  | 91,4 % | 2,73 |
| 34 | P. Mannino | 2  | 0  | 0  | 0  | 73    | 5   | 0  | 86,1 % | 4,11 |
| 50 | C. Mason   | 33 | 13 | 13 | 3  | 1 682 | 95  | 1  | 89,2 % | 3,39 |

### Défenseurs
| #                  | Joueur             | PJ | B  | A  | Pts | +/- | Pun |
| ------------------ | ------------------ | -- | -- | -- | --- | --- | --- |
| 3                  | N. Welch           | 2  | 0  | 0  | 0   | -1  | 0   |
| 4                  | P. Postma          | 1  | 0  | 0  | 0   | 0   | 0   |
| 5                  | M. Stuart          | 54 | 2  | 4  | 6   | 0   | 47  |
| Avec les Thrashers | Avec les Thrashers | 23 | 1  | 0  | 1   | -8  | 24  |
| Avec les Bruins    | Avec les Bruins    | 31 | 1  | 4  | 5   | 8   | 23  |
| 6                  | R. Hainsey         | 82 | 3  | 16 | 19  | 3   | 24  |
| 24                 | F. Meyer           | 15 | 1  | 1  | 2   | -7  | 8   |
| 29                 | J. Oduya           | 82 | 2  | 15 | 17  | -15 | 22  |
| 33                 | D. Byfuglien -A    | 80 | 20 | 33 | 53  | -2  | 93  |
| 39                 | T. Enström -A      | 72 | 10 | 41 | 51  | -10 | 54  |
| 44                 | Z. Bogosian        | 71 | 5  | 12 | 17  | -27 | 29  |
| 51                 | A. Zoubarev        | 4  | 0  | 1  | 1   | -4  | 4   |

### Attaquants
| #   | Joueur             | Poste              | PJ | B  | A  | Pts | +/- | Pun |
| --- | ------------------ | ------------------ | -- | -- | -- | --- | --- | --- |
| 8   | A. Bourmistrov     | C                  | 74 | 6  | 14 | 20  | -12 | 27  |
| 9   | E. Kane            | AG                 | 73 | 19 | 24 | 43  | -12 | 68  |
| 12* | P. Rissmiller      | C                  | 1  | 0  | 0  | 0   | -1  | 0   |
| 13  | R. Schremp         | C                  | 63 | 13 | 13 | 26  | -20 | 16  |
|     | Avec les Thrashers | Avec les Thrashers | 18 | 3  | 1  | 4   | -1  | 4   |
|     | Avec les Islanders | Avec les Islanders | 45 | 10 | 12 | 22  | -19 | 12  |
| 14  | T. Stapleton       | C                  | 45 | 5  | 2  | 7   | -10 | 12  |
| 15* | N. Dawes           | AD                 | 9  | 0  | 1  | 1   | -6  | 0   |
| 16  | A. Ladd -C'        | AG                 | 81 | 29 | 30 | 59  | -10 | 39  |
| 18  | B. Little          | C                  | 76 | 18 | 30 | 48  | 11  | 33  |
| 19  | J. Slater          | C                  | 36 | 5  | 7  | 12  | 4   | 19  |
| 20  | R. Dvořák          | AD                 | 66 | 7  | 15 | 22  | 2   | 24  |
|     | Avec les Thrashers | Avec les Thrashers | 13 | 0  | 1  | 1   | 0   | 4   |
|     | Avec les Panthers  | Avec les Panthers  | 53 | 7  | 14 | 21  | 2   | 20  |
| 21* | B. Eager           | AG                 | 34 | 3  | 7  | 10  | 4   | 77  |
| 22  | A. Stewart         | AD                 | 80 | 14 | 25 | 39  | -10 | 55  |
| 26  | B. Wheeler         | AD                 | 81 | 18 | 26 | 44  | 10  | 46  |
|     | Avec les Thrashers | Avec les Thrashers | 23 | 7  | 10 | 17  | 2   | 14  |
|     | Avec les Bruins    | Avec les Bruins    | 58 | 11 | 16 | 27  | 8   | 32  |
| 28  | P. Cormier         | C                  | 21 | 1  | 1  | 2   | -5  | 4   |
| 36  | E. Boulton         | AG                 | 69 | 6  | 4  | 10  | 1   | 87  |
| 46  | S. Machacek        | AD                 | 10 | 0  | 0  | 0   | -2  | 0   |
| 47* | R. Peverley        | C                  | 59 | 14 | 20 | 34  | -16 | 35  |
| 48  | C. Klingberg       | AG                 | 1  | 0  | 0  | 0   | 0   | 0   |
| 49  | B. Maxwell         | C                  | 12 | 1  | 1  | 2   | -7  | 9   |
| 80  | N. Antropov        | C                  | 76 | 16 | 25 | 41  | -17 | 42  |

### Meneurs de l'équipe
| Catégorie              | Joueur           | Total |
| ---------------------- | ---------------- | ----- |
| Buts                   | Andrew Ladd      | 29    |
| Passes                 | Tobias Enström   | 41    |
| Points                 | Andrew Ladd      | 59    |
| +/-                    | Bryan Little     | +11   |
| Tirs au but            | Dustin Byfuglien | 347   |
| Minutes de punitions   | Dustin Byfuglien | 93    |
| Victoires (Gardiens)   | Ondřej Pavelec   | 21    |
| Jeux blancs (Gardiens) | Ondřej Pavelec   | 4     |

## Résumé de la saison

### Classement de l'équipe
Classement de la division Sud-Est
Note : PJ : parties jouées, V : victoires, D : défaites, DP : défaites après prolongation, Pts : Points, BP : buts pour, BC : buts contre.
| Équipe                    | PJ | V  | D  | DP | Pts | BP  | BC  |
| ------------------------- | -- | -- | -- | -- | --- | --- | --- |
| Capitals de Washington    | 82 | 48 | 23 | 11 | 107 | 224 | 197 |
| Lightning de Tampa Bay    | 82 | 46 | 25 | 11 | 103 | 247 | 240 |
| Hurricanes de la Caroline | 82 | 40 | 31 | 11 | 91  | 236 | 239 |
| Thrashers d'Atlanta       | 82 | 34 | 36 | 12 | 80  | 223 | 269 |
| Panthers de la Floride    | 82 | 30 | 40 | 12 | 72  | 195 | 229 |

Classement de la conférence de l'Est
Nota : Les premiers de chaque division détiennent les trois premiers rang de la conférence. Les huit premiers de la conférence accèdent aux séries éliminatoires de la Coupe Stanley.
| Rang | Équipe                 | PJ | V  | D  | DP | Pts | BP  | BC  |
| ---- | ---------------------- | -- | -- | -- | -- | --- | --- | --- |
| 1    | Capitals de Washington | 82 | 48 | 23 | 11 | 107 | 224 | 197 |
| 2    | Flyers de Philadelphie | 82 | 47 | 23 | 12 | 106 | 259 | 223 |
| 3    | Bruins de Boston       | 82 | 46 | 25 | 11 | 103 | 246 | 195 |
| ---  |                        |    |    |    |    |     |     |     |
| 10   | Maple Leafs de Toronto | 82 | 37 | 34 | 11 | 85  | 218 | 251 |
| 11   | Devils du New Jersey   | 82 | 38 | 39 | 5  | 81  | 174 | 209 |
| 12   | Thrashers d'Atlanta    | 82 | 34 | 36 | 12 | 80  | 223 | 269 |
| 13   | Sénateurs d'Ottawa     | 82 | 32 | 40 | 10 | 74  | 192 | 250 |

### Match après match

#### Pré-saison
Ces rencontres sont jouées de façon à préparer et roder les équipes et ne comptent pas au classement de la saison. Entre parenthèses se trouve le nombre de buts compté par ledit joueur. Les séquences représentent dans l'ordre les victoires, les défaites et les défaites en prolongation ou en tir de fusillade.
| Date | Adversaire | Résultat | Gardiens | Spectateurs | Séquence  |
| ---- | ---------- | -------- | -------- | ----------- | --------- |
| 21/9 | CLB        | 5-2      | Pavelec  | 5 725       | 0 - 1 - 0 |
| 25/9 | CAR        | 1-0      | Mason    | 6 701       | 0 - 2 - 0 |
| 27/9 | @ NSH      | 2-1      | Pavelec  | 10 411      | 0 - 3 - 0 |
| 29/9 | NSH        | 4-3      | Mason    | 6 076       | 0 - 4 - 0 |
| 1/10 | @ CAR      | 2-1 (P)  | Pavelec  | 15 787      | 0 - 4 - 1 |
| 2/10 | @ CLB      | 4-3      | Mason    | 11 961      | 0 - 5 - 1 |

#### Octobre
| Date  | Adversaire | Résultat | Gardiens            | Marqueurs                                                                             | 1er étoile du match | Spectateurs | Séquence  |
| ----- | ---------- | -------- | ------------------- | ------------------------------------------------------------------------------------- | ------------------- | ----------- | --------- |
| 8/10  | WSH        | 4-2      | O. Pavelec C. Mason | E. Kane (1) A. Ladd (1) E. Kane (2) (LP) F. Modin (1)                                 | E. Kane (ATL)       | 15 596      | 1 - 0 - 0 |
| 9/10  | @ TB       | 5-3      | C. Mason            | T.Enstrom (1) B. Eager (1) C. Thorburn (1)                                            | S. Stamkos (TB)     | 19 791      | 1 - 1 - 0 |
| 12/10 | @ LA       | 3-1      | C. Mason            | C. Thorburn (2)                                                                       | J. Quick (LA)       | 18 118      | 1 - 2 - 0 |
| 15/10 | @ ANA      | 5-4(TF)  | C. Mason            | A. Stewart (1) C. Thorburn (3) A. Stewart (2) A. Stewart (3) N. Dawes (TF)            | A. Stewart (ATL)    | 13 123      | 2 - 2 - 0 |
| 16/10 | @ SJ       | 4-2      | C. Mason            | A. Ladd (2) A. Stewart (4) D. Byfuglien (1) E. Kane (3)                               | C. Mason (ATL)      | 17 562      | 3 - 2 - 0 |
| 20/10 | BUF        | 4-1      | C. Mason            | T. Enstrom (1)                                                                        | T. Myers (BUF)      | 8 820       | 3 - 3 - 0 |
| 22/10 | TB         | 5-2      | C. Mason P. Mannino | J. Slater (1) D. Byfuglien (2)                                                        | S. Stamkos (TB)     | 9 138       | 3 - 4 - 0 |
| 23/10 | @ WSH      | 4-3 (P)  | C. Mason            | A. Ladd (3) E. Kane (4) E. Kane (5)                                                   | A. Siomine (WSH)    | 18 398      | 3 - 4 - 1 |
| 27/10 | @ NYR      | 6-4      | C. Mason            | B. Little (1) E. Kane (6) N. Bergfors (1) E. Boulton (1) D. Byfuglien (3) A. Ladd (4) | N. Bergfors (ATL)   | 17 900      | 4 - 4 - 1 |
| 29/10 | BUF        | 4-3 (P)  | C. Mason            | N. Antropov (1) A. Burmistrov (1) N. Bergfors (2) D. Byfuglien (4)                    | D. Byfuglien (ATL)  | 10 172      | 5 - 4 - 1 |
| 30/10 | @ BUF      | 4-3 (TF) | O. Pavelec          | R. Peverley (1) N. Antropov (2) N. Bergfors (3)                                       | J. McClement (STL)  | 19 150      | 5 - 4 - 2 |

#### Novembre
| Date  | Adversaire | Résultat | Gardiens            | Marqueurs                                                                   | 1er étoile du match | Spectateurs | Séquence   |
| ----- | ---------- | -------- | ------------------- | --------------------------------------------------------------------------- | ------------------- | ----------- | ---------- |
| 3/11  | @ FLO      | 4-3      | C. Mason            | F. Modin (2) F. Modin (3) D. Byfuglien (5) N. Bergfors (4)                  | C. Mason (ATL)      | 11 212      | 6 - 4 - 2  |
| 4/11  | CLB        | 3-0      | O. Pavelec          |                                                                             | M. Garon (CLB)      | 8 461       | 6 - 5 - 2  |
| 6/11  | CHI        | 5-4 (TF) | O. Pavelec          | N. Antropov (3) E. Kane (7) A. Burmistrov (2) R. Peverley (2)               | J. Toews (CHI)      | 16 022      | 6 - 5 - 3  |
| 9/11  | @ OTT      | 5-2      | C. Mason O. Pavelec | A. Ladd (5) A. Stewart (5)                                                  | J. Spezza (OTT)     | 16 583      | 6 - 6 - 3  |
| 11/11 | MIN        | 5-1      | O. Pavelec          | B. Eager (2) J. Slater (2) A. Ladd (6) F. Modin (4) N. Antropov (4)         | O. Pavelec (ATL)    | 10 055      | 7 - 6 - 3  |
| 13/11 | PIT        | 4-2      | O. Pavelec          | B. Sopel (1) N. Bergfors (5)                                                | E. Malkine (PIT)    | 16 710      | 7 - 7 - 3  |
| 16/11 | @ WSH      | 6-4      | C. Mason O. Pavelec | R. Peverley (3) A. Ladd (7) B. Little (2) B. Little (3)                     | J. Erskine (WSH)    | 18 398      | 7 - 8 - 3  |
| 17/11 | FLO        | 2-1      | O. Pavelec          | Z. Bogosian (1)                                                             | T. Vokoun (FLO)     | 10 168      | 7 - 9 - 3  |
| 19/11 | WSH        | 5-0      | O. Pavelec          | B. Eager (3) N. Antropov (5) E. Kane (8) D. Byfuglien (6) A. Burmistrov (3) | O. Pavelec (ATL)    | 11 115      | 8 - 9 - 3  |
| 21/11 | NYI        | 2-1      | O. Pavelec          | N. Antropov (6) D. Byfuglien (7)                                            | D. Byfuglien (ATL)  | 10 066      | 9 - 9 - 3  |
| 24/11 | DET        | 5-1      | O. Pavelec          | C. Thorburn (4) A. Ladd (8) A. Stewart (6) B. Little (4) D. Byfuglien (8)   | B. Little (ATL)     | 15 337      | 10 - 9 - 3 |
| 26/11 | MTL        | 3-0      | O. Pavelec          | R. Peverley (4) T. Enstrom (3) R. Peverley (5)                              | O. Pavelec (ATL)    | 13 068      | 11 - 9 - 3 |
| 28/11 | BOS        | 4-1      | O. Pavelec          | E. Kane (9) D. Byfuglien (9) J. Slater (3) N. Bergfors (6)                  | D. Byfuglien (ATL)  | 12 085      | 12 - 9 - 3 |
| 30/11 | @ COL      | 3-2 (P)  | O. Pavelec          | R. Peverley (6) D. Byfuglien (10) A. Stewart (7)                            | A. Stewart (ATL)    | 12 131      | 13 - 9 - 3 |

#### Décembre
| Date  | Adversaire | Résultat | Gardiens   | Marqueurs                                                                                             | 1er étoile du match | Spectateurs | Séquence    |
| ----- | ---------- | -------- | ---------- | --- | ------------------- | ----------- | ----------- |
| 2/12  | @ PIT      | 3-2      | O. Pavelec | B. Little (5) N. Antropov (7)                                                                         | S. Crosby (PIT)     | 18 223      | 13 - 10 - 3 |
| 4/12  | @ WSH      | 3-1      | O. Pavelec | R. Peverley (7) A. Burmistrov (4) A. Ladd (9)                                                         | O. Pavelec (ATL)    | 18 398      | 14 - 10 - 3 |
| 6/12  | NSH        | 3-2 (P)  | O. Pavelec | J. Slater (4) A. Ladd (10) Z. Bogosian (2)                                                            | Z. Bogosian (ATL)   | 10 024      | 15 - 10 - 3 |
| 10/12 | COL        | 4-2      | O. Pavelec | N. Bergfors (7) B. Little (6)                                                                         | M. Duchene (COL)    | 14 034      | 15 - 11 - 3 |
| 11/12 | @ NYI      | 5-4      | C. Mason   | | J. Oduya (ATL)      | 10 056      | 16 - 11 - 3 |
| 13/12 | @ OTT      | 4-3 (P)  | O. Pavelec | J. Slater (5) B. Little (8) D. Byfuglien (11) B. Little (9)                                           | B. Little (ATL)     | 18 184      | 17 - 11 - 3 |
| 15/12 | @ TB       | 2-1 (TF) | O. Pavelec | R. Peverley (8)                                                                                       | S. Bergenheim (TB)  | 14 441      | 17 - 11 - 4 |
| 16/12 | CAR        | 3-2 (TF) | C. Mason   | E. Kane (10) A. Stewart (9)                                                                           | S. Samsonov (CAR)   | 11 043      | 17 - 11 - 5 |
| 18/12 | NJ         | 7-1      | O. Pavelec | R. Hainsey (1) E. Boulton (2) E. Kane (11) A. Ladd (11) E. Boulton (3) E. Boulton (4) C. Thorburn (5) | E. Boulton (ATL)    | 17 024      | 18 - 11 - 5 |
| 20/12 | @ TOR      | 6-3      | O. Pavelec | F. Modin (5) T. Enstrom (4) F. Modin (6) A. Stewart (10) T. Enstrom (5) A. Ladd (12)                  | T. Enstrom (ATL)    | 19 301      | 19 - 11 - 5 |
| 21/12 | STL        | 4-2      | C. Mason   | B. Little (10) D. Byfuglien (12)                                                                      | A. Steen (TOR)      | 14 662      | 19 - 12 - 5 |
| 23/12 | @ BOS      | 4-1      | O. Pavelec | D. Byfuglien (13)                                                                                     | S. Thornton (BOS)   | 17 565      | 19 - 13 - 5 |
| 26/12 | TB         | 3-2 (P)  | O. Pavelec | Z. Bogosian (3) F. Modin (7)                                                                          | V. Lecavalier (TB)  | 14 610      | 19 - 13 - 6 |
| 28/12 | @ PIT      | 6-3      | O. Pavelec | E. Kane (12) D. Byfuglien (14) E. Boulton (5)                                                         | S. Crosby (PIT)     | 18 322      | 19 - 14 - 6 |
| 30/12 | BOS        | 3-2 (TF) | O. Pavelec | T. Enstrom (6) T. Enstrom (7) T. Stapleton (TF)                                                       | T. Enstrom (ATL)    | 17 624      | 20 - 14 - 6 |
| 31/12 | @ NJ       | 3-1      | C. Mason   | D. Byfuglien (15)                                                                                     | J. Hedberg (NJ)     | 13 492      | 20 - 15 - 6 |

#### Janvier
| Date | Adversaire | Résultat | Gardiens              | Marqueurs                                                   | 1er étoile du match       | Spectateurs | Séquence    |
| ---- | ---------- | -------- | --------------------- | ----------------------------------------------------------- | ------------------------- | ----------- | ----------- |
| 2/1  | @ MTL      | 4-3 (P)  | O. Pavelec            | R. Peverley (9) E. Kane (13) A. Ladd (13) D. Byfuglien (16) | D. Byfuglien (ATL)        | 21 273      | 21 - 15 - 6 |
| 5/1  | @ FLO      | 3-2      | O. Pavelec            | N. Bergfors (8) R. Peverley (10) R. Peverley (11)           | R. Peverley (ATL)         | 12 803      | 22 - 15 - 6 |
| 7/1  | TOR        | 9-3      | O. Pavelec C. Mason   | T. Enstrom (8) P. Cormier (1) A. Ladd(14)                   | M. Hrabowski (TOR)        | 14 592      | 22 - 16 - 6 |
| 9/1  | @ CAR      | 4-3 (P)  | O. Pavelec            | B. Little (11) N. Bergfors (9) B. Little (12)               | T. Ruutu (CAR)            | 17 907      | 22 - 16 - 7 |
| 14/1 | PHI        | 5-2      | O. Pavelec            | A. Ladd (15) R. Peverley (12)                               | D. Brière (PHI)           | 15 081      | 22 - 17 - 7 |
| 15/1 | @ DAL      | 6-1      | C. Mason O. Pavelec   | A. Ladd (16)                                                | T. Daley (DAL)            | 17 702      | 22 - 18 - 7 |
| 17/1 | @ FLO      | 3-2 (TF) | O. Pavelec            | B. Little (13) C. Thorburn (6) A. Bourmistrov (TF)          | A. Bourmistrov (ATL)      | 11 477      | 23 - 18 - 7 |
| 20/1 | TB         | 3-2 (TF) | O. Pavelec            | N. Bergfors (10) A. Stewart (11)                            | S. Stamkos (TB)           | 12 314      | 23 - 18 - 8 |
| 22/1 | NYR        | 3-2 (TF) | O. Pavelec            | N. Antropov (8) A. Stewart (12)                             | M. Zuccarello Aasen (NYR) | 17 061      | 23 - 18 - 9 |
| 23/1 | @ TB       | 7-1      | O. Pavelec P. Mannino | R. Peverley (13)                                            | S. Gagné (TB)             | 13 916      | 23 - 19 - 9 |
| 26/1 | WSH        | 1-0      | O. Pavelec            | N. Antropov (9)                                             | O. Pavelec (ATL)          | 14 513      | 24 - 19 - 9 |

#### Février
| Date | Adversaire | Résultat | Gardiens            | Marqueurs                                                    | 1er étoile du match | Spectateurs | Séquence     |
| ---- | ---------- | -------- | ------------------- | ------------------------------------------------------------ | ------------------- | ----------- | ------------ |
| 1/2  | NYI        | 4-1      | O. Pavelec          | F. Meyer (1)                                                 | K. Okposo (NYI)     | 11 176      | 24 - 20 - 9  |
| 3/2  | CGY        | 4-2      | O. Pavelec          | B. Little (14) A. Stewart (13)                               | M. Giordano (CGY)   | 12 984      | 24 - 21 - 9  |
| 5/2  | @ CAR      | 4-3 (P)  | O. Pavelec          | N. Bergfors (11) B. Sopel (2) Z. Bogosian (4)                | E. Cole (CAR)       | 16 874      | 24 - 21 - 10 |
| 7/2  | @ TOR      | 5-4      | O. Pavelec          | E. Kane (14) D. Byfuglien (17) N. Antropov (10) A. Ladd (17) | T. Kaberle (TOR)    | 19 104      | 24 - 22 - 10 |
| 11/2 | NYR        | 3-2      | O. Pavelec          | A. Stewart (14) E. Kane (15) E. Kane (16)                    | E. Kane (ATL)       | 15 093      | 25 - 22 - 10 |
| 13/2 | CAR        | 3-2      | O. Pavelec          | A. Ladd (18) A. Ladd (19)                                    | E. Cole (CAR)       | 13 032      | 25 - 23 - 10 |
| 17/2 | @ PHX      | 4-3      | O. Pavelec          | C. Thorburn (7) A. Ladd (20) R. Peverley (14)                | L. Korpikoski (PHX) | 10 576      | 25 - 24 - 10 |
| 19/2 | @ EDM      | 5-3      | C. Mason            | D. Byfuglien (18) A. Ladd (21) E. Kane (17)                  | T. Hall (EDM)       | 16 839      | 25 - 25 - 10 |
| 23/2 | @ BUF      | 4-1      | O. Pavelec          | A. Ladd (22)                                                 | T. Myers (BUF)      | 18 690      | 25 - 26 - 10 |
| 25/2 | FLO        | 2-1 (TF) | O. Pavelec C. Mason | B. Wheeler (12)                                              | S. Bernier (FLO)    | 14 046      | 25 - 26 - 11 |
| 27/2 | TOR        | 3-2 (P)  | C. Mason            | A. Ladd (23) T. Stapleton (1) R. Hainsey (2)                 | R. Hainsey (ATL)    | 13 147      | 26 - 26 - 11 |

#### Mars
| Date | Adversaire | Résultat | Gardiens            | Marqueurs                                                                | 1er étoile du match | Spectateurs | Séquence     |
| ---- | ---------- | -------- | ------------------- | ------------------------------------------------------------------------ | ------------------- | ----------- | ------------ |
| 1/3  | MTL        | 3-1      | C. Mason            | N. Antropov (11)                                                         | C. Price (MTL)      | 11 156      | 26 - 27 - 11 |
| 3/3  | OTT        | 3-1      | C. Mason            | D. Byfuglien (19)                                                        | B. Butler (OTT)     | 10 461      | 26 - 28 - 11 |
| 5/3  | FLO        | 4-3 (P)  | C. Mason            | B. Wheeler (13) A. Ladd (24) B. Wheeler (14) A. Ladd (25)                | A. Ladd (ATL)       | 15 799      | 27 - 28 - 11 |
| 9/3  | @ CAR      | 3-2 (P)  | O. Pavelec          | R. Schremp (11) T. Enstrom (9) T. Stapleton (2)                          | O. Pavelec (ATL)    | 16 126      | 28 - 28 - 11 |
| 11/3 | NJ         | 3-2 (P)  | O. Pavelec          | B. Wheeler (15) N. Antropov (12)                                         | T. Zajac (NJ)       | 16 073      | 28 - 28 - 12 |
| 12/3 | @ PHI      | 5-4 (P)  | O. Pavelec C. Mason | E. Kane (18) Z. Bogosian (5) T. Enstrom (10) A. Ladd (26) R. Hainsey (3) | V. Leino (PHI)      | 19 892      | 29 - 28 - 12 |
| 15/3 | @ NJ       | 4-2      | O. Pavelec          | T. Stapleton (3) C. Thorburn (8)                                         | J. Josefson (NJ)    | 16 188      | 29 - 29 - 12 |
| 17/3 | PHI        | 4-3 (TF) | O. Pavelec          | T. Stapleton (4) B. Little (15) N. Antropov (13) R. Schremp (TF)         | R. Hainsey (ATL)    | 16 502      | 30 - 29 - 12 |
| 19/3 | @ BUF      | 8-2      | O. Pavelec C. Mason | Tir de pénalité raté :E. Kane C. Thorburn (9) A. Bourmistrov (6)         | M. Mancari (BUF)    | 18 690      | 30 - 30 - 12 |
| 24/3 | @ NYI      | 2-1      | C. Mason            | A. Ladd (27) R. Schremp (12)                                             | B. Wheeler (ATL)    | 11 874      | 31 - 30 - 12 |
| 25/3 | VAN        | 3-1      | C. Mason            | B. Little (16)                                                           | R. Luongo (VAN)     | 16 237      | 31 - 31 - 12 |
| 27/3 | OTT        | 5-4 (TF) | C. Mason            | B. Wheeler (16) B. Little (17) B. Maxwell (1) M. Stuart (2) A. Ladd (TF) | B. Maxwell (ATL)    | 16 392      | 32 - 31 - 12 |
| 29/3 | @ MTL      | 3-1      | O. Pavelec          | N. Antropov (14)                                                         | C. Price (MTL)      | 21 273      | 32 - 32 - 12 |
| 31/3 | @ PHI      | 1-0      | C. Mason            | N. Antropov (15)                                                         | C. Mason (ATL)      | 19 879      | 33 - 32 - 12 |

#### Avril
| Date | Adversaire | Résultat | Gardiens            | Marqueurs                                        | 1er étoile du match | Spectateurs | Séquence     |
| ---- | ---------- | -------- | ------------------- | ------------------------------------------------ | ------------------- | ----------- | ------------ |
| 2/4  | @ BOS      | 3-2      | O. Pavelec          | D. Byfuglien (20) E. Kane (19)                   | M. Ryder (BOS)      | 17 565      | 33 - 33 - 12 |
| 5/4  | @ NSH      | 6-3      | C. Mason O. Pavelec | B. Wheeler (17) B. Wheeler (18) N. Antropov (16) | J. Tootoo (NSH)     | 16 756      | 33 - 34 - 12 |
| 7/4  | @ NYR      | 3-0      | O. Pavelec          | R. Schremp (13) A. Ladd (28) E. Boulton (6)      | O. Pavelec (ATL)    | 18 200      | 34 - 34 - 12 |
| 8/4  | CAR        | 6-1      | O. Pavelec          | B. Little (18)                                   | J. Skinner (CAR)    | 14 652      | 34 - 35 - 12 |
| 10/4 | PIT        | 5-2      | C. Mason            | A. Ladd (29) T. Stapleton (5)                    | B. Lovejoy (PIT)    | 16 085      | 34 - 36 - 12 |

## Marques établies
Plusieurs joueurs au cours de la saison ont atteint un objectif personnel au niveau de leurs statistiques, ceux-ci sont répertoriés par date :
- 8 octobre : la recrue Aleksandr Bourmistrov prend part à son 1er match en carrière lorsque les Thrashers reçoivent la visite des Capitals de Washington.
- 8 octobre : l'attaquant Nigel Dawes de son côté dispute son 200e match en carrière.
- 15 octobre : le québécois Anthony Stewart inscrit son premier tour du chapeau en carrière alors que les Thrashers affrontent les Ducks à Anaheim.
- 20 octobre : L'attaquant Rich Peverley prend part à son 200e match en carrière alors que les Thrashers reçoivent les Sabres de Buffalo.
- 22 octobre : le défenseur Tobias Enström établi le record d'équipe pour le plus grand nombre de parties jouées consécutivement avec 253.
- 27 octobre : la recrue Aleksandr Bourmistrov inscrit son 1er point en carrière (une passe) dans une victoire des Thrashers par la marque de 6 à 4 contre les Rangers à New York.
- 29 octobre : la recrue Aleksandr Bourmistrov inscrit son 1er but en carrière dans une victoire en prolongation des Thrashers par la marque de 4 à 3 face aux Sabres de Buffalo.
- 3 novembre : le défenseur Brent Sopel prend part à son 600e match en carrière dans une victoire des Thrashers par la marque de 4 à 3 face aux Panthers en Floride.
- 4 novembre : le centre Nicklas Bergfors prend part à son 100e match en carrière alors que les Thrashers reçoivent les Blue Jackets de Columbus.
- 21 novembre : le capitaine de l'organisation Andrew Ladd inscrit sa 100e mention d'assistance en carrière dans une victoire en surtemps des sien contre les Islanders de New York.
- 30 novembre : le gardien Ondřej Pavelec établit le record d'équipe pour le plus grand nombre de victoires consécutives avec 6.
- 2 décembre : le dur-à-cuire Eric Boulton prend part à son 500e match en carrière alors que les Thrashers affrontent les Penguins à Pittsburgh.
- 6 décembre : l'attaquant Chris Thorburn prend part à son 300e match en carrière alors que son équipe reçoit les Predators de Nashville.
- 30 novembre : le défenseur Dustin Byfuglien établi le record d'équipe pour le plus grand nombre de buts par un défenseur avec 11.
- 18 décembre : Eric Boulton inscrit son premier tour du chapeau en carrière dans une victoire de son équipe par la marque de 7 à 1 aux dépens des Devils au New Jersey.
- 21 décembre : l'attaquant Evander Kane prend part à son 100e match en carrière alors que les Thrashers reçoivent les Blues de Saint-Louis.
- 28 décembre : le jeune Patrice Cormier prend part à son 1er match en carrière alors que les Thrashers rendent visite aux Penguins de Pittsburgh.
- 28 décembre : le centre Jim Slater obtient son 100e point en carrière dans la défaite des sien par la marque de 6-3.
- 30 décembre : Dustin Byfuglien prend part à son 300e match en carrière alors que les Thrashers reçoivent les Bruins de Boston.
- 2 janvier : Patrice Cormier inscrit son 1er point en carrière (une passe) dans une victoire des Thrashers en prolongation par la marque de 4 à 3 contre les Canadiens à Montréal.
- 7 janvier : la recrue Patrice Cormier inscrit son 1er but en carrière dans une défaite des sien par la marque de 9 à 3 contre les Maple Leafs de Toronto.
- 22 janvier : le centre Tim Stapleton inscrit sa 1re passe en carrière dans une défaite des Thrashers en tir de fusillade par la marque de 3 à 2 face aux Rangers de New York.
- 1er février : le gardien Ondřej Pavelec prend part à son 100e match en carrière alors que les Thrashers reçoivent la visite des Islanders de New York.
- 19 février : le défenseur Tobias Enström prend part à son 300e match en carrière alors que les Thrashers visite les Oilers à Edmonton.
- 23 février : le centre Nikolaï Antropov inscrit son 400e point en carrière dans une défaite des sien par la marque de 4 à 1 face aux Sabres de Buffalo.
- 9 mars : le défenseur Paul Postma prend part à son 1er match en carrière alors que les Thrashers affronte les Hurricanes en Caroline.
- 9 mars : le centre Rob Schremp prend part de son côté à son 100e match en carrière.
- 11 mars : Andrew Ladd inscrit son 200e point en carrière alors que son équipe s'insclinent en prolongation par la marque de 3 à 2 contre les Devils du New Jersey.
- 27 mars : le jeune Ben Maxwell inscrit son 1er point, son premier but en carrière alors que les Thrashers l'emportent en prolongation par la marque de 5 à 4 contre les Sénateurs d'Ottawa. Maxwell récolte également la première étoile du match, sa première en carrière.
- 29 mars : le défenseur Mark Stuart prend part à son 300e match en carrière alors que les Thrashers visite les Canadiens de Montréal.
- 5 avril : le défenseur Andreï Zoubarev prend part à son 1er match en carrière alors que les Thrashers affrontent les Predators à Nashville.
- 7 avril : la recrue Andreï Zoubarev inscrit son 1er point (une passe) en carrière dans une victoire des Thrashers par la marque de 3 à 0 face aux Rangers à New York.
- 7 avril : le capitaine Andrew Ladd prend part de son côté à son 400e match en carrière.
- 10 avril : l'attaquant Carl Klingberg prend part à son 1er match en carrière alors que les Thrashers dispute le dernier match de la saison à domicile face aux Penguins de Pittsburgh.

### Honneurs et trophées
Cette liste dénote les joueurs ayant reçu une mention spéciale provenant de la LNH ou des Thrashers au cours de la saison.
- Zach Bogosian ; corécipiendaire avec Jim Slater du Trophée Gilner-Reeves remis au joueur des Thrashers s'étant le plus impliqué auprès de la communauté.
- Dustin Byfuglien ; nommé la deuxième étoile de la semaine du 29 novembre dans la LNH.
nommé la troisième étoile du mois de novembre dans la LNH.
Invité au Match des étoiles de la LNH.
- Tobias Enström ; Invité au Match des étoiles de la LNH.
- Andrew Ladd ; récipiendaire du titre de joueur de l'année chez les Thrashers.
- Bryan Little ; récipiendaire du trophée Dan Snyder remis au joueur qui s'est fait remarquer par sa persévérance et son dévouement sans avoir reçu de reconnaissance officielle pour son travail.
- Ondřej Pavelec ; nommé la première étoile de la semaine du 29 novembre dans la LNH.
Récipiendaire du trophée des trois étoiles, remis au joueur des Thrashers ayant été le plus souvent nommé au sein des trois étoiles du match au cours de la saison.
- Jim Slater ; corécipiendaire avec Zach Bogosian du Trophée Gilner-Reeves remis au joueur des Thrashers s'étant le plus impliqué auprès de la communauté.
- Chris Thorburn ; récipiendaire du trophée des joueurs, remis annuellement par les joueurs des Thrashers à celui parmi eux qu'ils considèrent avoir le meilleur esprit d'équipe.